# Simaba suaveolens
Simaba suaveolens là một loài thực vật có hoa trong họ Thanh thất. Loài này được A.St.-Hil. miêu tả khoa học đầu tiên năm 1823.